# Valters Frīdenbergs
Valters Frīdenbergs (født 26. oktober 1987, død 17. oktober 2018), også kendt som Valters, var en lettisk sanger, som repræsenterede Letland ved Eurovision Song Contest 2005 sammen med Kaža med sangen "The war is not over".